# Букове (Великопольське воєводство)
Букове (пол. Bukowe) — село в Польщі, у гміні Заґурув Слупецького повіту Великопольського воєводства.
Населення — 253 особи (2011).
У 1975-1998 роках село належало до Конінського воєводства.

## Демографія
Демографічна структура станом на 31 березня 2011 року:
|          | Загалом | Допрацездатний вік | Працездатний вік | Постпрацездатний вік |
| -------- | ------- | ------------------ | ---------------- | -------------------- |
| Чоловіки | 122     | 34                 | 80               | 8                    |
| Жінки    | 131     | 26                 | 79               | 26                   |
| Разом    | 253     | 60                 | 159              | 34                   |